# Turbinicarpus viereckii major
Turbinicarpus viereckii subsp. major es una especie fanerógama, perteneciente a la familia Cactaceae. Se trata de un cactus de un solo tallo, de hasta 6.5 cm de diámetro, con 13 a 16 espinas localizadas en la orilla de cada aréola (espinas radiales), las flores son blancas, hermafroditas, pero no se autofecundan, por lo que requieren de insectos polinizadores (insectos alados y hormigas), que lleven el polen de una planta a otra (polinización cruzada). Se dispersa a través de semillas que son transportadas por animales, por el viento y el agua. Esta especie se reproduce varias veces a lo largo de su vida (estrategia de reproducción policárpica).

## Clasificación y descripción
Planta usualmente solitaria, 4 a 6.5 cm de diámetro. Espinas radiales 13 a 16. Flores blancas.

## Distribución
Esta especie es endémica de México. Se distribuye en Nuevo León, en el municipio Mier y Noriega y en el estado de San Luis Potosí.

## Ambiente
Esta especie se desarrolla en sitios con vegetación de matorral xerófilo.

## Estado de conservación
Se sabe poco sobre la biología de esta especie, se encuentra listada en la NOM-059-SEMARNAT-2010 en la categoría Sujeta a Protección Especial (Pr). En la Unión Internacional para la Conservación de la Naturaleza (UICN) aparece bajo la categoría de No Evaluado (NE) (not evaluated). Este género se incluye en el Apéndice I de la CITES. 
Y al ser una especie amenazada en México, se halla regulada bajo el Código Penal Federal, 
la Ley General del Equilibrio Ecológico y Protección al Ambiente, y la Ley General de Vida Silvestre.

## Usos
Ornamental